# Xystrota ferruminaria
Xystrota ferruminaria là một loài bướm đêm trong họ Geometridae.